# Soto del Real
Soto del Real község Spanyolországban, Madrid tartományban. Soto del Real Miraflores de la Sierra, Colmenar Viejo, Manzanares el Real és Rascafría községekkel határos. Lakosainak száma 9441 fő (2024).

## Népesség
A település népessége az utóbbi években az alábbiak szerint változott:
| Lakosok száma | 5850 | 7137 | 7969 | 8294 | 8480 | 8482 | 8607 | 8799 | 9188 | 9441 |
|               | 2001 | 2004 | 2007 | 2009 | 2012 | 2014 | 2017 | 2019 | 2022 | 2024 |